# 1221
1221 (MCCXXI) var ett normalår som började en fredag i den julianska kalendern.

## Händelser

### Okänt datum
- Påven beviljar biskopen i Finland omfattande fullmakter för arbetet med hedningarnas omvändelse. Biskopen kan tillgripa handelsbojkott för att främja den katolska kyrkans syften. Genom en bojkott skulle folket låta omvända sig och handelsmännen förmås stödja missionen.
- Ludvig IX av Frankrike gifter sig med Margareta av Provence.
- Samarkand förstörs av mongoler.
- Historiens blodigaste dag inträffar då Merv kapitulerar för Djingis khan och befolkningen på minst 1,3 miljoner mördas.
- Svartbrödraklostret i Lund grundas som det första dominikanklostret i Norden.

## Födda
- 23 november – Alfons X av Kastilien, kung av Galicien, Kastilien och León samt Rom.
- Margareta av Provence, drottning av Frankrike.

## Avlidna
- 18 februari – Didrik den beträngde, markgreve av Meissen 1190-1221.
- 27 mars eller 1 april – Berengaria av Portugal, drottning av Danmark sedan 1214, gift med Valdemar Sejr.
- 6 augusti – Dominicus, grundare av dominikanorden.
- 21 oktober – Alix av Bretagne, regerande hertiginna av Bretagne 1203–1221.